# Mifflin (Ohio)
Mifflin és una població dels Estats Units a l'estat d'Ohio. Segons el cens del 2000 tenia 144 habitants.

## Demografia
Segons el cens del 2000, Mifflin tenia 144 habitants, 64 habitatges, i 36 famílies. La densitat de població era de 213,8 habitants/km².
Dels 64 habitatges en un 32,8% hi vivien nens de menys de 18 anys, en un 37,5% hi vivien parelles casades, en un 14,1% dones solteres, i en un 42,2% no eren unitats familiars. En el 34,4% dels habitatges hi vivien persones soles el 15,6% de les quals corresponia a persones de 65 anys o més que vivien soles. El nombre mitjà de persones vivint en cada habitatge era de 2,25 i el nombre mitjà de persones que vivien en cada família era de 2,95.
Per edats la població es repartia de la següent manera: un 20,8% tenia menys de 18 anys, un 12,5% entre 18 i 24, un 31,9% entre 25 i 44, un 21,5% de 45 a 60 i un 13,2% 65 anys o més.
L'edat mediana era de 37 anys. Per cada 100 dones de 18 o més anys hi havia 103,6 homes.
La renda mediana per habitatge era de 33.250 $ i la renda mediana per família de 38.750 $. Els homes tenien una renda mediana de 33.281 $ mentre que les dones 21.250 $. La renda per capita de la població era de 13.387 $. Aproximadament el 8,6% de les famílies i el 12,9% de la població estaven per davall del llindar de pobresa.

## Poblacions més properes
El següent diagrama mostra les poblacions més properes.